# Strašidelné historky
Strašidelné historky (japonsky 学校の怪談, Gakkó no kaidan) je dvacetidílný anime seriál, který v roce 2000 vyrobilo Studio Pierrot ve spolupráci se společností Aniplex pro Fuji Television. Série je založena na knižní sérii Tóru Cunamicua. Seriál několikrát běžel na stanici A+ a později i na Animaxu, který vysílal nesestříhanou verzi (v Maďarsku navíc dabovanou).[zdroj?] Seriál režíroval Norijuki Abe. 

## Příběh
Seriál Strašidelné historky sleduje příběh Sacuki Mijanošity, která se po smrti své matky přestěhuje se svou rodinou, včetně bratra Kei'ičira, do jejího rodného města. První den ve škole se seznámí se sousedem Hadžime Aojamou, starší spolužačkou Momoko Koigakubou a brýlatým spolužákem Reo Kakinokim. Tyto děti si všimnou „paranormální“ záhady prokleté zapomenuté školy, která je blízko školy, již navštěvují. Zde se skrývá démon Amanodžaku, který se později uvězní do těla kočky jménem Kaja. Tato kočka patří Sacuki. Zpočátku jim Amanodžaku v těle kočky nechce být vůbec nápomocen, ale později se jejich vztahy zlepší a Amanodžaku jim pomáhá vyřešit různé záhady.